# Wassy
Wassy és un municipi francès, situat al departament de l'Alt Marne i a la regió del Gran Est.

## Agermanament
Eppingen (Alemanya)